# Ruisseau de Marquelot
Le ruisseau de Marquelot est un ruisseau du sud de la France, c'est un affluent du Drot (ou Dropt) donc un sous-affluent de la Garonne.

## Géographie
De 8,83 km de longueur, le Ruisseau de Marquelot est un ruisseau qui prend sa source sur la commune de Saint-Hilaire-de-la-Noaille en Gironde et se jette dans le Drot en rive gauche sur la commune de Bagas.

## Départements et communes traversés
- Gironde : Saint-Hilaire-de-la-Noaille, Saint-Sève, Loubens, Bagas.